# Heliosia crocopera
Heliosia crocopera är en fjärilsart som beskrevs av George Francis Hampson 1900. Heliosia crocopera ingår i släktet Heliosia och familjen björnspinnare. Inga underarter finns listade i Catalogue of Life.